# 외스트라예잉에시

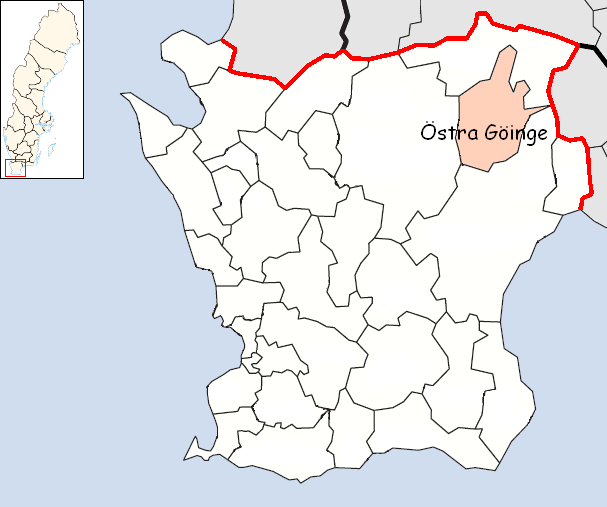
외스트라예잉에 시의 위치

외스트라예잉에시(스웨덴어: Östra Göinge kommun)는 스웨덴 스코네주에 위치한 지방 자치체로 행정 중심지는 브로뷔이며 면적은 451.15km2, 인구는 14,406명(2016년 12월 31일 기준), 인구 밀도는 32명/km2이다.

시 문장